# Oulad Yahia Lagraire
Oulad Yahia Lagraire (franska: Oulad Yahia Lagraire (CR), Oulad Yahia Lagraire (Commune Rurale), arabiska: انقوب) är en kommun i Marocko.   Den ligger i provinsen Zagora och regionen Drâa-Tafilalet, i den centrala delen av landet, 400 km söder om huvudstaden Rabat. Antalet invånare är 10 618.